# Rolex Paris Masters 2022
Rolex Paris Masters 2022 — тенісний турнір, що проходив на кортах з твердим покриттям у Парижі з  31 жовтня до 6 листопада. Належав до категорії ATP Masters 1000, був турніром серії Мастерс Париж 2022 року.

## Фінальна частина

### Одиночний розряд
Гольгер Руне —  Новак Джокович 3–6, 6–3, 7–5

### Парний розряд
Веслі Колгоф /  Ніл Скупскі —  Іван Додіг /  Остін Крайчек 7–6(7–5), 6–4